# Abdelkader Chadi
Abdelkader Chadi (arabisch عبد القادر شادي; * 12. Dezember 1986) ist ein algerischer Boxer im Leichtgewicht. Chadi war Teilnehmer der Olympischen Spiele 2008 in Peking und 2012 in London. 

## Karriere
2005 nahm Chadi im Federgewicht (-57 kg) erstmals an den Weltmeisterschaften teil, schied jedoch im ersten Kampf gegen Mark Davis, USA (38:32), aus. 
Bei den Afrikameisterschaften 2007 in Antananarivo erkämpfte sich Chadi nach Siegen im Halbfinale gegen Mehdi Ouatine, Marokko (25:7) und im Finale über Frederick Lawson, Ghana (28:24), die Goldmedaille im Federgewicht und konnte diesen Erfolg auch bei den Panafrikanischen Spielen im selben Jahr in Algier mit einem Finalsieg über Shili Alaa, Tunesien (23:6), wiederholen. 
Aufgrund dieser Erfolge wurde Chadi für das afrikanische Olympiaqualifikationsturnier in Algier nominiert und erreichte mit einem Halbfinalsieg über Shili Alaa, Tunesien (23:14), das Finale und damit die Qualifikation zu den Olympischen Spielen 2008 in Peking. Das Finale verlor er verletzungsbedingt gegen Mehdi Ouatine (w.o.). 
Bei den Olympischen Spielen schied Chadi nach einem Sieg über Sailom Adi, Thailand (7:6), im Viertelfinale gegen Yakup Kilic, Türkei (13:6), aus. 
2009 wurde Chadi nach einer sehr knappen Halbfinalniederlage gegen Achille Apie, Kamerun (+3:3), Dritter bei den Afrikameisterschaften in Vacoas-Phoenix. Bei den Meisterschaften zwei Jahre später in Yaoundé holte Chadi wieder die Goldmedaille, diesmal im Leichtgewicht (-60 kg). Er schlug dabei Mehdi Ouatine, Marokko (17:15), Mmoloki Nogeng, Botswana (22:8), und im Finale Abdon Mewoli, Kamerun (16:9). 
2011 nahm Chadi an den Militärweltmeisterschaften in Rio de Janeiro teil und holte nach einer Halbfinalniederlage gegen Robson Conceição, Brasilien (15:11), die Bronzemedaille. Im selben Jahr schied er bei den Weltmeisterschaften nach einem Vorrundensieg durch eine knappe Niederlage gegen Miklós Varga, Ungarn (19:18), aus. Die damit verpasste Qualifikation für die Olympischen Spiele 2012 holte Chadi beim afrikanischen Olympiaqualifikationsturnier mit dem Halbfinaleinzug nach. Bei den Olympischen Spielen verlor er jedoch bereits in der Vorrunde gegen Fatih Keleş aus der Türkei 8:15.
2013 gewann Chadi bei den Mittelmeerspielen in Mersin die Goldmedaille, wobei er sich im Finale bei Fatih Keleş revanchierte.

### World Series of Boxing
Chadi kämpfte in der Saison 2010/2011 für Paris United in der World Series of Boxing, wurde jedoch nur im Halbfinale und Finale als Ersatz von John Joe Nevin eingesetzt. In beiden Kämpfen unterlag er seinen Gegnern und hatte somit wenig Anteil am Titelgewinn seiner Mannschaft. Auch in der Saison 2011/2012 kämpfte Chadi für Paris United und gewann gegen die Vertreter der Baku Fires und der Beijing Dragons. Im Vergleichskampf gegen die Mexico City Guerreros verlor er gegen Juan Pablo Romero.
In der Saison 2012/2013 wechselte Chadi zur neu gegründeten Mannschaft der Algeria Deserts Hawks. Er bestritt vier Kämpfe, die er alle gewann, konnte damit jedoch nicht verhindern, dass die Desert Hawks auf dem letzten Platz ihrer Gruppe landeten.

### AIBA Pro Boxing (APB)
Seit dem Oktober 2014 startete Chadi in dem neugegründeten Profibereich „APB“ des vom IOC anerkannten Weltverbandes AIBA. Chadi belegte nach Siegen u. a. über Evaldas Petrauskas am Ende des zweiten Zyklus den dritten Platz in der Rangliste hinter Artem Harutiunian und Armen Sakarjan. Er qualifizierte sich damit für die Olympischen Spiele 2016 in Rio de Janeiro.
| Personendaten    | Personendaten              |
| ---------------- | -------------------------- |
| NAME             | Chadi, Abdelkader          |
| ALTERNATIVNAMEN  | عبد القادر شادي (arabisch) |
| KURZBESCHREIBUNG | algerischer Boxer          |
| GEBURTSDATUM     | 12. Dezember 1986          |